# William Ellery Channing
Ne doit pas être confondu avec William Ellery Channing (poète).
Pour les articles homonymes, voir William Channing.
William Ellery Channing (7 avril 1780 – 2 octobre 1842), né à Newport (Rhode Island), et mort à Bennington (Vermont) est un pasteur et auteur américain.

## Biographie
Son grand-père maternel, William Ellery, a été l'un des signataires de la  Déclaration d'indépendance américaine , et son père, William Channing, était un avocat renommé à Newport. Il semble avoir reçu, particulièrement, de sa mère sa conscience et sa rectitude morales, et de son père, ses goûts simples et élégants.
Il fréquenta l'université Harvard à partir de 1794 et en sortit diplômé en 1798; il jugeait que ses cours ne lui avaient pas été très utiles, avec seulement trois livres d'un certain intérêt: la Civil society de Ferguson, la Moral Philosophy de Hutcheson, et les Dissertations de Price.   
Il est ensuite tuteur dans la famille de David Meaade Randolph à Richmond en Virginie, où il passe beaucoup de temps à étudier la théologie et renoue avec ses habitudes ascétiques. Il retourne à Newport en 1800, où il passa une année et demie, puis devient censeur à l'université de Cambridge en 1802. Avec l'approbation de l'Association de Cambridge il commence à prêcher; et en juin 1803 il est ordonné pasteur de l'Église Congrégationaliste de Federal-Street,.
En 1814 il maria une riche cousine, Ruth Gibbs. 
Il se fit remarquer par son éloquence, sa charité et son esprit de tolérance, et reçu le sobriquet de Fénelon du Nouveau-Monde. Opposé au Calvinisme il n'était pas plus partisan de l'unitarisme de Joseph Priestley. Il se plaça en théologie sur un terrain intermédiaire, et soutint les idées morales et progressistes. Sa principal objection à la  doctrine de la Trinité était qu'elle n'était plus utilisée en philosophie pour démontrer la relation de Dieu à la triple nature de l'homme, et qu'elle avait sombré en un simple trithéisme. Channing a notamment étudié Kant, Schelling, Fichte et surtout le penseur William Wordsworth. 
Channing a été l'un des pionniers du pacifisme moderne avec un sermon sur la guerre en 1816 qui mena à la fondation de la Massachusetts Peace Society (en). De août 1821 à août 1823 il voyagea en Europe, et rencontra notamment Wordsworth et Coleridge en Angleterre. En 1830, à cause de la mauvaise santé de sa femme, il se rendit dans les Caraïbes, où l'esclavage fit une si forte impression sur lui qu'il commença à écrire sur ce sujet.
« Il était opposé à l'esclavage et ses sentiments marqués contre la guerre l'ont amené à penser que son  abolition pouvait se faire par une réforme morale plutôt que des moyens violents ». Il désavoua le recours à la force de Lovejoy. Cependant, « il refusa de s'identifier aux  abolitionnistes, dont la devise était  "émancipation immédiate", 
En décembre 1835 il interrompit plusieurs années de silence avec son pamphlet de 160 pages intitulé L'Esclavage, dans lequel il rejette le concept de propriété esclave ("slave property") comme une prétention sans fondement et contraire à l'égalité des hommes, tout en refusant de se prononcer sur le caractère des esclavagistes ou de conseiller toute action qui mettrait en péril la paix des États esclavagistes ».
Son sermon intitulé La religion, un principe social a contribué à faire omettre de la constitution de l'État une taxe obligatoire pour le culte religieux. 
Il est mort à Bennington, où un cénotaphe est placé en sa mémoire, mais son corps est enterré au cimetière de Mount Auburn de Cambridge (Massachusetts)(p39). Une statue lui a été édifiée dans le jardin public de Boston.

## Œuvres
- Ses Œuvres complètes ont été publiées en 1851 par Robert E. B. Maclellan (Londres, 2 volumes in-8).
- Édouard Laboulaye a donné une traduction de ses Œuvres sociales, ainsi que de son Traité de l'Esclavage, 1855, avec un Essai sur sa vie et ses ouvrages.

### Œuvres écrites par Channing
- Objections to Unitarian christianity considered (article de 1819)
- The Moral argument against calvinism (article de 1820)
- Evidences of revealed religion (1821)
- The Christian examiner remarks on the character and writings of John Milton (1826)
- Remarks on the life and character of Napoleon Boanparte (1827-1828)
- Essay on the character and writings of Fenelon (1829)
- Slavery (1835)
- Thoughts on the evils of a spirit of conquest, and on slavery; A letter on the annexation of Texas to the United States (1837)
- The Duty of the free states, or remarks suggested by the case of the creole (1842)
- Œuvres Complètes, (Boston, 1848)

### Œuvres sur Channing
- Channing, sa vie et ses œuvres, avec une préface de M. Charles de Rémusat, par un Anonyme (Paris 1857)